# Koșarîșce, Kulîkivka
Koșarîșce (în ucraineană Кошарище) este un sat în comuna Verșînova Muraviika din raionul Kulîkivka, regiunea Cernihiv, Ucraina.

## Demografie
Componența lingvistică a localității Koșarîșce
     Ucraineană (98,15%)
     Rusă (1,85%)
Conform recensământului din 2001, majoritatea populației localității Koșarîșce era vorbitoare de ucraineană (98,15%), existând în minoritate și vorbitori de rusă (1,85%).